# Problema dei due corpi
Il problema dei due corpi riguarda il moto di due corpi puntiformi sotto l'azione delle sole forze di interazione dei due corpi stessi, che si suppongono forze centrali per le quali valga il terzo principio della dinamica.

## Equazioni del moto
Fissato un opportuno sistema di riferimento, indichiamo con {\displaystyle {\vec {r}}_{1}}
e {\displaystyle {\vec {r}}_{2}} i vettori posizione dei due corpi e con {\displaystyle m_{1}} e 
{\displaystyle m_{2}} le loro masse. Se il corpo 1 agisce sul corpo 2 con una forza {\displaystyle {\vec {F}}}, per la legge di azione e reazione (terzo principio della dinamica) il corpo 2 agisce su 1 con una forza {\displaystyle -{\vec {F}}}: allora le equazioni del moto sono
{\displaystyle -{\vec {F}}=m_{1}{\ddot {\vec {r}}}_{1}}
{\displaystyle {\vec {F}}=m_{2}{\ddot {\vec {r}}}_{2}}
da cui si ricava
{\displaystyle m_{1}{\ddot {r}}_{1}=-m_{2}{\ddot {r}}_{2}\Rightarrow m_{1}{\ddot {r}}_{1}+m_{2}{\ddot {r}}_{2}=0}
Di conseguenza per il centro di massa vale la seguente equazione:
{\displaystyle M_{\text{tot}}{\ddot {r}}_{\text{cm}}=0\Rightarrow {\ddot {r}}_{\text{cm}}=0}
cioè il centro di massa si muove di moto rettilineo uniforme. 
Notiamo ora che 
{\displaystyle {\ddot {\vec {r}}}_{2}={\frac {1}{m_{2}}}\cdot {\vec {F}}}
e che
{\displaystyle {\ddot {\vec {r}}}_{1}=-{\frac {1}{m_{1}}}\cdot {\vec {F}}}
Pertanto si ha
{\displaystyle {\ddot {\vec {r}}}_{2}-{\ddot {\vec {r}}}_{1}={\vec {F}}({\frac {1}{m_{2}}}+{\frac {1}{m_{1}}}).}
Introducendo la coordinata del moto relativo del corpo 2 rispetto al corpo 1:
{\displaystyle {\vec {r}}={\vec {r}}_{2}-{\vec {r}}_{1}}
Si ottiene dunque 
{\displaystyle {\vec {F}}={\frac {m_{1}m_{2}}{m_{1}+m_{2}}}\;{\ddot {\vec {r}}}:=\mu \;{\ddot {\vec {r}}}}
dove {\displaystyle \mu } si dice massa ridotta. 
Nel caso notevole del moto di due corpi celesti la forza di interazione è data dalla legge di gravitazione universale di Newton
{\displaystyle {\vec {F}}=-\,{\frac {Gm_{1}m_{2}}{r^{2}}}\;{\hat {e}}_{r}:=-\,{\frac {k}{r^{2}}}\;{\hat {e}}_{r}}
L'equazione differenziale del moto è allora 
{\displaystyle \mu {\ddot {\vec {r}}}=-{\frac {k}{r^{2}}}{\hat {e_{r}}}.}

## L'energia
L'energia meccanica totale è costante, perché le uniche forze considerate sono conservative. L'energia è uguale alla somma di energia cinetica ed energia potenziale, perciò nel sistema di riferimento inerziale vale
{\displaystyle E={\frac {1}{2}}m_{1}v_{1}^{2}+{\frac {1}{2}}m_{2}v_{2}^{2}+E_{pot}}
Nel sistema di riferimento del centro di massa, usando la formula della forza trovata precedentemente, si può considerare la massa ridotta {\displaystyle \mu } come distante r dall'origine del sistema. 
Definiamo l'energia cinetica della massa ridotta rispetto al corpo 1 come
{\displaystyle K_{CM}={\frac {1}{2}}\;\mu \;v_{rel}^{2}}
dove compare la velocità relativa del corpo 2 rispetto al corpo 1 ({\displaystyle {\dot {\vec {r}}}}). 
Passando in coordinate polari si può scrivere: 
{\displaystyle {\dot {\vec {r}}}={\dot {r}}{\hat {e}}_{r}+(r{\dot {\theta }}){\hat {e}}_{\theta }}
e perciò
{\displaystyle K_{CM}={\frac {1}{2}}\;\mu ({\dot {r}}^{2}+r^{2}{\dot {\theta }}^{2})}
L'energia potenziale gravitazionale vale 
{\displaystyle -{\frac {Gm_{1}m_{2}}{r}}=-{\frac {k}{r}}}
Allora
{\displaystyle E={\frac {1}{2}}\;\mu \;({\dot {r}}^{2}+r^{2}\,{\dot {\theta }}^{2})-{\frac {k}{r}}}

## Il momento angolare
Per definizione il momento angolare totale dei due corpi vale, nel sistema iniziale, 
{\displaystyle {\vec {L}}_{\text{tot}}={\vec {r}}_{1}\times m_{1}\;{\vec {v}}_{1}+{\vec {r}}_{2}\times m_{2}\;{\vec {v}}_{2}}
considerando come polo l'origine del sistema. Nel sistema di riferimento del centro di massa
{\displaystyle {\vec {L}}_{\text{cm}}=\mu \;{\vec {r}}\times {\vec {v}}_{\text{rel}}=\mu \;r{\hat {e}}_{r}\times ({\dot {r}}{\hat {e}}_{r}+r{\dot {\theta }}{\hat {e}}_{\theta })=\mu r^{2}{\dot {\theta }}{\hat {z}}}.
Poiché le uniche forze agenti sono interne al sistema dei due corpi, il momento delle forze esterne è nullo e quindi il momento angolare si conserva. Come si vede dall'ultima relazione, se la distanza relativa aumenta la velocità angolare deve diminuire ({\displaystyle r^{2}{\dot {\theta }}} è costante) e viceversa.
Inoltre, del momento angolare non si conserva solo il modulo, ma anche la direzione: poiché essa è sempre perpendicolare al piano del moto (per definizione di momento angolare), ne consegue che tale piano non cambia nel tempo. Quindi possiamo concludere che il moto è piano.

## Il potenziale efficace
Ricordando i risultati ottenuti,
{\displaystyle {\dot {\theta }}={\frac {L}{\mu r^{2}}}\Rightarrow E={\frac {1}{2}}\mu {\dot {r}}^{2}+{\frac {1}{2}}\mu r^{2}{\frac {L^{2}}{\mu ^{2}r^{4}}}-{\frac {k}{r}}}
ovvero
{\displaystyle E={\frac {1}{2}}\mu {\dot {r}}^{2}+{\frac {L^{2}}{2\mu r^{2}}}-{\frac {k}{r}}.}
È evidente che il primo termine della somma non dipende solo dalla distanza relativa, ma non può essere minore di zero. Nella seconda parte della somma compaiono invece due addendi che dipendono solo da {\displaystyle r} (le altre grandezze sono costanti!). Allora definiamo la funzione potenziale efficace come
{\displaystyle V_{\text{eff}}(r)={\frac {L^{2}}{2\mu r^{2}}}-{\frac {k}{r}}.}
Si vede facilmente che
{\displaystyle \lim _{r\rightarrow \infty }V_{\text{eff}}=0^{-}\;;\;\lim _{r\rightarrow 0}V_{\text{eff}}=+\infty }

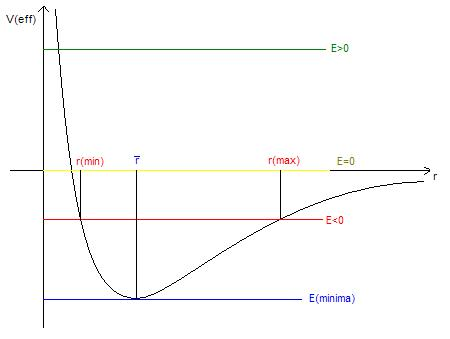
Andamento del potenziale efficace in funzione della distanza

e studiando la derivata si trova un punto di minimo per {\displaystyle {\bar {r}}={\frac {L^{2}}{k\mu }}}. Quindi la nuova funzione ha la forma di una buca di potenziale; è chiaro inoltre che 
{\displaystyle V_{\text{eff}}=E\Leftarrow {\dot {r}}=0}
cioè quando la velocità radiale è nulla il potenziale efficace è uguale all'energia. D'altra parte,
{\displaystyle V_{\text{eff}}=E\Rightarrow {\frac {L^{2}}{2\mu r^{2}}}-{\frac {k}{r}}=E\Rightarrow L^{2}-2\mu kr=2\mu r^{2}E\Rightarrow 2\mu Er^{2}+2\mu kr-L^{2}=0}.
Risolviamo quest'ultima equazione in {\displaystyle r}:
{\displaystyle {\frac {\Delta }{4}}=\mu ^{2}k^{2}+2\mu EL^{2}\geq 0\Rightarrow E\geq -{\frac {\mu k^{2}}{2L^{2}}}}
cioè
{\displaystyle r={\frac {-\mu k\pm {\sqrt {\Delta /4}}}{2\mu E}}}.

## La traiettoria
Studiamo ora le soluzioni dell'equazione precedente al variare di {\displaystyle E}.
Si hanno quattro casi, corrispondenti alle sezioni coniche:
- circonferenza:

{\displaystyle E=-{\frac {\mu k^{2}}{2L^{2}}}\Rightarrow }
La soluzione è nella forma {\displaystyle {\frac {-n\pm 0}{-q}}\Rightarrow }, quindi è accettabile perché positiva.
Il significato fisico è chiaro: l'energia si mantiene costantemente uguale al potenziale efficace, quindi la velocità radiale {\displaystyle {\dot {r}}} è sempre nulla. La traiettoria è una circonferenza di raggio {\displaystyle {\frac {L^{2}}{\mu k}}}.
- ellisse:

{\displaystyle -{\frac {\mu k^{2}}{2L^{2}}}<E<0\Rightarrow r={\frac {-n\pm p}{-q}}} con {\displaystyle |p|<|n|.}
Allora ci sono due soluzioni positive, poiché
{\displaystyle {\frac {-n-p}{-q}}>0\;;\;{\frac {-n+p}{-q}}>0}
In pratica ci sono due punti in cui {\displaystyle {\dot {r}}=0}: si tratta della distanza relativa minima e massima (vedi figura). Il corpo 2 non può spingersi oltre tali punti, poiché dovrebbe avere energia cinetica negativa. Allora si può concludere che la traiettoria è chiusa ed ha forma di ellisse con fuoco corrispondente al corpo 1 (prima legge di Keplero).
- parabola:

{\displaystyle E=0\Rightarrow r={\frac {-n\pm n}{-q}}\Rightarrow r={\frac {2n}{q}}.}
Vi è quindi una sola soluzione, ma bisogna notare che
{\displaystyle E=0\Rightarrow {\frac {1}{2}}\mu {\dot {r}}^{2}+{\frac {L^{2}}{2\mu r^{2}}}-{\frac {k}{r}}=0}
Perciò quando {\displaystyle r\rightarrow \infty } , {\displaystyle {\dot {r}}=0}. Allora la traiettoria si richiude a distanza infinita: si tratta di una parabola.
- iperbole:

{\displaystyle E>0\Rightarrow r={\frac {-n\pm p}{-q}}} con {\displaystyle |p|>|n|.}
Allora solo una soluzione è positiva, poiché
{\displaystyle {\frac {-n-p}{-q}}>0\;;\;{\frac {-n+p}{-q}}<0.}
La traiettoria è aperta, ed ha forma di iperbole. Nel caso particolare {\displaystyle L=0}, si tratta di una retta.

## Il problema dei due corpi in meccanica quantistica
In meccanica quantistica il problema dei due corpi è basilare nello studio di sistemi composti da due particelle interagenti, come l'atomo di idrogeno, che è una delle applicazioni più note.
L'hamiltoniana che descrive il sistema è composta dai termini cinetici delle due particelle e da un potenziale dipendente dalla distanza tra esse
{\displaystyle H(p,q)={\frac {p_{1}^{2}}{2m_{1}}}+{\frac {p_{2}^{2}}{2m_{2}}}+V(|q_{1}-q_{2}|)}
L'analisi delle simmetrie del sistema permette notevoli semplificazioni. Come nel caso classico ci aspettiamo che l'atomo nel complesso, in quanto sistema isolato, si trovi in uno stato di moto stazionario, e di poterci mettere nel sistema di riferimento del centro di massa per poter eludere il moto complessivo concentrandoci su quello relativo. Infatti notiamo che il potenziale è invariante per traslazioni in quanto
{\displaystyle V(|({\vec {q}}_{1}+{\vec {a}})-({\vec {q}}_{2}+{\vec {a}})|)=V(|{\vec {q}}_{1}-{\vec {q}}_{2}|)}
Questo coincide con il fatto che l'impulso totale P è una costante del moto
{\displaystyle [P,H]=[p_{1},H]+[p_{2},H]={\frac {\partial V}{\partial q_{1}}}[p_{1},q_{1}]+{\frac {\partial V}{\partial q_{2}}}[p_{2},q_{2}]=-i\hbar V'{\frac {(q_{1}-q_{2})-(q_{1}-q_{2})}{|q_{1}-q_{2}|}}=0}
Cerchiamo allora un cambio di variabili che sia una trasformazione canonica, che conservi quindi le regole di commutazione, e che evidenzi la simmetria.
Due delle nuove variabili si riconoscono nel generatore della simmetria P e nella quantità invariante q che compare nel potenziale. Restano da individuare le variabili coniugate Q e p tali che
{\displaystyle [q_{i},p_{j}]=[Q_{i},P_{j}]=i\hbar \delta _{ij}}
{\displaystyle [q_{i},P_{j}]=[Q_{i},p_{j}]=0}
Otteniamo quindi
{\displaystyle Q={\frac {m_{1}q_{1}+m_{2}q_{2}}{m_{1}+m_{2}}}}
{\displaystyle p={\frac {m_{2}p_{1}-m_{1}p_{2}}{m_{1}+m_{2}}}}
e la Hamiltoniana si riscrive, introducendo la massa totale M e la massa ridotta {\displaystyle \mu ={\frac {m_{1}m_{2}}{m_{1}+m_{2}}}}
{\displaystyle H={\frac {P^{2}}{2M}}+{\frac {p^{2}}{2\mu }}+V(|q|)}
In questo modo abbiamo diviso H in due termini espressi in variabili diverse che commutano tra loro. Il problema si può quindi studiare separatamente e le soluzioni saranno della forma
{\displaystyle \psi (Q,q)=\psi _{cm}(Q)\psi _{rel}(q)}
{\displaystyle E=E_{cm}+E_{rel}}
La Hamiltoniana del centro di massa è banale, le sue soluzioni sono le onde piane. La parte interessante del problema è invece l'Hamiltoniana relativa.
{\displaystyle H={\frac {p^{2}}{2\mu }}+V(|q|)}
Notiamo che il potenziale non dipende dagli angoli, quindi è invariante per rotazioni. Infatti H, composto da termini scalari, commuta con il momento angolare L che è il generatore delle rotazioni.
{\displaystyle [L,H]=0}
Ricordando che la variabile coniugata di L è l'angolo φ che compare nelle coordinate sferiche possiamo riscrivere H, procedendo come sopra, nella forma
{\displaystyle H={\frac {1}{r}}{\frac {p_{r}^{2}}{2\mu }}r+{\frac {L^{2}}{2\mu r^{2}}}+V(r)}
dove compare l'impulso radiale
{\displaystyle p_{r}={\frac {1}{|q|}}(q\cdot p)}
Tutte le informazioni sulla parte radiale sono quindi contenute nel momento angolare L, e poiché questo commuta con H possiamo procedere separatamente all'individuazione delle soluzioni. L'equazione di Schrödinger infatti si riduce a tre equazioni più semplici
{\displaystyle L^{2}Y(\theta ,\phi )=\hbar ^{2}l(l+1)Y(\theta ,\phi )}
{\displaystyle L_{z}Y(\theta ,\phi )=\hbar mY(\theta ,\phi )}
{\displaystyle \left({{\frac {1}{r}}{\frac {p_{r}^{2}}{2\mu }}r+{\frac {\hbar ^{2}l(l+1)}{2\mu r^{2}}}+V(r)}\right)R(r)=ER(r)}
La soluzione del problema sarà quindi il prodotto
{\displaystyle \psi _{n,l,m}(r,\theta ,\phi )=R_{n}(r)Y_{l,m}(\theta ,\phi )}
dove n,l,m sono gli autovalori di {\displaystyle H,L^{2},L_{z}}
La soluzione radiale si ottiene ricordando la definizione di impulso come derivata rispetto alla posizione coniugata r ed esplicitando il potenziale.
Le soluzioni angolari Y, che prendono il nome di armoniche sferiche, non hanno alcuna dipendenza dalla forma radiale del potenziale. Si tratta quindi di soluzioni di carattere generale.